# Associazione Calcio Mezzocorona
L’Associazione Calcio Mezzocorona est un club de football de Mezzocorona en province de Trente, fondé en 1951.
Il évoluait en Ligue Pro Deuxième Division en 2010-2011, avant d'être rétrocédée en Serie D.